# 羅文蔚 (1506年)
羅文蔚（1506年—？年），字變夫，四川重慶府綦江縣人，民籍，治《書經》。

## 生平
十二月初十日生，行三，由國子生中式嘉靖二十二年（1543年）癸卯科四川鄉試第三十名舉人，年三十九歲中式嘉靖二十三年甲辰科會試第一百十三名，第三甲第一百八十七名進士。二十七年任陕西朝邑县知县，三十五年官至河南佥事、分巡河北道。

## 家族
曾祖羅鑑；祖羅添亮；父羅敏；母孫氏。嚴侍下，妻孟氏，兄文教；文訓。